# Thaddus McFadden
Thaddus Dewayn McFadden (Flint, 29 maggio 1987) è un cestista statunitense naturalizzato georgiano, professionista in Europa.

## Carriera
Con la Georgia ha disputato i Campionati europei del 2022.

## Palmarès

### Squadra
- Campionato cipriota: 3

APOEL: 2013-14
AEK Larnaca: 2014-15, 2015-16
- Supercoppa di Cipro: 1

AEK Larnaca: 2015
- Basketball Champions League: 2

San Pablo Burgos: 2019-20, 2020-21
- Coppa Intercontinentale: 1

San Pablo Burgos: 2021

### Individuale
- Basketball Champions League Final Four MVP: 1

San Pablo Burgos: 2019-20